# Park Jeong-lim
Park Jeong-Lim (25 de setembro de 1970) é uma ex-handebolista sul-coreana. campeã olímpica.
Fez parte da geração de ouro sul-coreana, medalha de ouro, em Barcelona 1992.